# جيمس أندرسون (عالم)
جيمس أندرسون (بالإنجليزية: James Anderson of Hermiston)‏ (و. 1739 – 1808 م) هو اقتصادي، وصحفي، وكاتب، وفلاح، وعالم زراعة من مملكة بريطانيا العظمى، ولد في إدنبرة، وكان عضوًا في الجمعية الملكية لإدنبرة، توفي عن عمر يناهز 69 عاماً.

## التعليم
تعلم في جامعة إدنبرة.